# 몰로토프 플랜

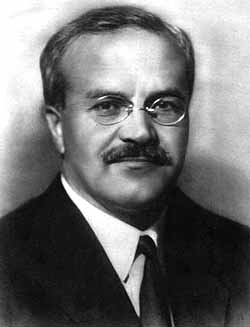
뱌체슬라프 몰로토프

몰로토프 플랜(Molotov Plan)은 1947년에 소련과 정치적, 경제적 연대를 맺고 있던 동유럽 국가들의 경제를 발전시키기 위한 원조 공여를 목적으로 수립한 소련의 경제 발전, 원조 계획이다. 흔히 소련판 마셜 플랜이라고 부르기도 한다.
1947년에 소련의 외무장관을 역임하고 있던 뱌체슬라프 몰로토프가 철의 장막 하에 있던 동유럽 국가들이 미국의 마셜 플랜을 거부한 것을 계기로 독자적인 경제 원조 계획을 수립했다. 이 원조 계획은 유럽 국가들이 미국의 원조에 의존하는 것을 막는 한편 몰로토프 플랜 참가국들이 소련과의 긴밀한 무역 관계를 구축하는 것이 목표였다. 이 계획은 상호 무역 협정 체제를 띠고 있는데 이는 소련을 중심으로 한 사회주의 국가의 경제 통합을 지원하기 위한 차원에서 설립한 경제상호원조회의(COMECON)로 발전하게 된다.

## 참가국

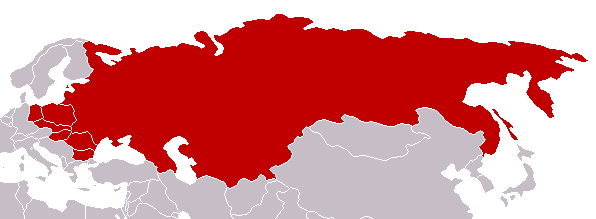
몰로토프 플랜 참가국

## 참가국[3]
- 소련
- 폴란드
- 체코슬로바키아
- 동독
- 헝가리
- 불가리아
- 루마니아

## 같이 보기
- 폴란드 침공
- 독일-소련 불가침 조약
- 마셜 플랜